# Memorial Mary McLeod Bethune

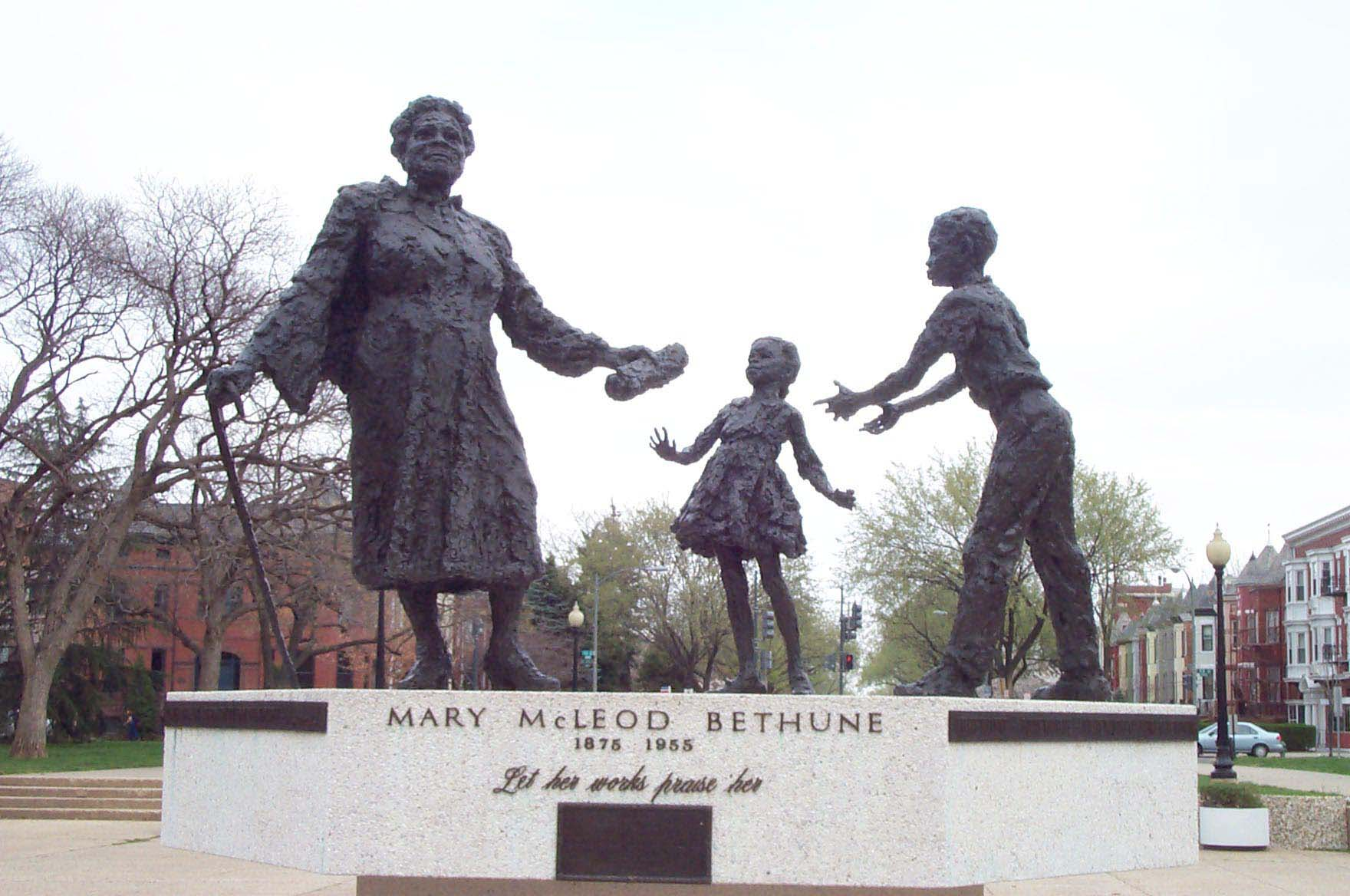
Memorial Mary McLeod Bethune.

Memorial Mary McLeod Bethune é uma estátua de bronze em homenagem à educadora e activista Mary McLeod Bethune, de Robert Berks.
O monumento é a primeira estátua erguida em terreno público em Washington, DC para homenagear uma afro-americana e uma mulher. A estátua apresenta uma senhora idosa, Bethune, entregando uma cópia do seu legado a duas crianças negras. A Sra. Bethune está apoiada com uma bengala que lhe foi dada pelo presidente Franklin D. Roosevelt. A estátua foi inaugurada no aniversário de seu 99º aniversário, 10 de julho de 1974, diante de uma multidão de mais de 18.000 pessoas. Os recursos para o monumento foram arrecadados pelo Conselho Nacional da Mulher Negra, organização que a Sra. Bethune fundou em 1935.
Ea está localizada em Lincoln Park, na East Capitol Street e 12th Street NE Washington, DC